# Molecules
Molecules è una rivista accademica open access che si occupa di chimica, in particolare di chimica organica e chimica delle sostanze organiche naturali. Nel 2014 il fattore d'impatto della rivista era di 2,416.